# Manfred Germar
Manfred Germar (Colonia, 10 de marzo de 1935) fue un atleta alemán, especializado en la prueba de 4 x 100 m en la que llegó a ser medallista de bronce olímpico en 1956.

## Carrera deportiva
En los JJ. OO. de Melbourne 1956 ganó la medalla de bronce en los relevos 4 x 100 metros, con un tiempo de 40.3 segundos, llegando a meta tras Estados Unidos que con 39.5 segundos batió el récord del mundo, y Alemania, siendo sus compañeros de equipo: Heinz Fütterer, Lothar Knörzer y Leonhard Pohl.